# Іскрино (Конаковський район)
Іскрино (рос. Искрино) — присілок в Конаковському районі Тверської області Російської Федерації.
Населення становить 52 особи. Входить до складу муніципального утворення Вахонинське сільське поселення.

## Історія
Від 2005 року входить до складу муніципального утворення Вахонинське сільське поселення.

## Населення
| 2010 |
| ---- |
| 52   |